# دوال زوجية وفردية

دالة الجيب و جميع الدوال الحدودية المقتربة منها دوال فردية. هذه الصورة تبين ومتعددات الحدود المقتربة منها من الدرجات الأولى والثالثة والخامسة والسابعة والتاسعة والحادية عشر والثالثة عشر.

في الرياضيات، الدوال الزوجية (بالإنجليزية: Even functions)‏ والدوال الفردية (بالإنجليزية:  Odd functions)‏ هي دوال تحقق شرطا معينا يتعلق بالتماثل.
هذه الدوال مهمة في العديد من مجالات التحليل الرياضي، وخصوصا في متسلسلات القوى ومتسلسلات فورييه.

## تعريف

### الدالة الزوجية

ƒ(x) = x^{2} مثال على الدوال الزوجية.

تكون دالة ما زوجية إذا تحقق {\displaystyle f(-x)=f(x)} لكل قيم {\displaystyle x}. أي أن قيمة {\displaystyle y=f(x)} لا تتغير عند وضع {\displaystyle -x}بدلاً من {\displaystyle x}.
إذا لم تكن الدالة زوجية، فهي إما أنها دالة فردية أو أنها لا زوجية ولا فردية.

### الدالة الفردية

ƒ(x) = x^{3} مثال على الدوال الفردية.

'الدالة الفردية أو الاقتران الفردي، وتكون الدالة f فردية إذا كان {\displaystyle f(-x)=-f(x)} لكل قيم {\displaystyle x}.
فمثلا {\displaystyle f(x)=\sin(x)}هي دالة فردية.
لأن {\displaystyle \sin(-x)=-\sin(x)} مهما كانت {\displaystyle x}.

## أمثلة

### دالةكثيرة الحدودذات أسس زوجية فقط
{\displaystyle {\mathcal {}}p(x)=a_{n}x^{n}+a_{n-2}x^{n-2}+...+a_{2}x^{2}+a_{0}}
حيث {\displaystyle n} عدد زوجي، {\displaystyle \ P(x)=P(-x)}
و الإشارة السالبة ستختفي من كل حد بسبب القوى الزوجية.
مثال :
الدالة التربيعية
{\displaystyle \ y=f(x)=x^{2}+5}
هي دالة زوجية لأن قيمة y لا تتغير سواء كانت قيمة مدخل الدالة هو x أو هو -x. على سبيل المثال،
{\displaystyle \ (-3)^{2}=3^{2}=9}

### دالة مثلثيةزوجية
دالة جيب التمام
{\displaystyle y=\cos x}

### دالة القيمة المطلقة
{\displaystyle \left\vert x\right\vert =\left\vert -x\right\vert }

### الدالة الصفرية
الدالة الصفرية هي دالة زوجية وفردية في آن معا {\displaystyle f(x)=f(-x)=-f(x)}.
هي الدالة الوحيدة التي تحقق هذه الخاصية.

## خصائص أساسية

### الوحدة
- إذا كانت دالة ما زوجية وفردية في آن واحد، فإنها تساوي الصفر حيثما عُرّفت.
- إذا كانت دالة ما فردية، فإن القيمة المطلقة لهذه الدالة تعرف دالة زوجية.

### الجمع والطرح
- جمع أو طرح دالتين زوجيتين يعطي دالة زوجية.
- جمع أو طرح دالتين فرديتين يعطي دالة فردية.
- جمع دالتين إحداهما زوجية والأخرى فردية يعطي دالة لا هي فردية ولا هي زوجية، إلا إذا كانت إحدى الدالتين مساوية للصفر.

### الضرب والقسمة
- جداء دالتين زوجيتين هو دالة زوجية.
- جداء دالتين فرديتين هو دالة زوجية.
- جداء دالتين إحداهما زوجية والأخرى فردية يعطي دالة فردية.
- قسمة دالة زوجية على دالة زوجية أخرى هو دالة زوجية.
- قسمة دالة فردية على دالة فردية أخرى هو دالة زوجية.
- قسمة دالة فردية على دالة زوجية أو عكس ذلك يعطي دالة فردية.

### التركيب
- تركيب دالتين زوجيتين يعطي دالة زوجية.
- تركيب دالتين فرديتين يعطي دالة فردية.
- تركيب دالتين إحداهما زوجية والأخرى فردية يعطي دالة زوجية.
- تركيب دالتين لا شرط على الأولى والثانية زوجية هو دالة زوجية (العكس غير صحيح).

## المعنى الهندسي
متناظرة حول محور التراتيب، حيث يظهر ذلك في تمثيل الدوال الزوجية.
و الدالة الفردية متناظرة بالنسبة للمبدا